# U-7 (1935)
U-7 – niemiecki okręt podwodny (U-Boot) typu II B z okresu II wojny światowej. Okręt wszedł do służby w 1935 roku. Wybrani dowódcy: Oblt. Siegfried Koitschka.

## Historia
Wykorzystywany głównie jako okręt szkolny w U-Bootschulflottille (flotylli szkolnej), odbył jednak 6 patroli bojowych; podczas drugiego we wrześniu 1939 roku zatopił dwa frachtowce: brytyjski „Akenside” i norweski „Takstaas” (łącznie 4524 BRT). 1 lipca 1940 roku wcielony został do 21. Flotylli – również jako jednostka szkolna.
U-7 zatonął 18 lutego 1944 roku na zachód od Piławy, najprawdopodobniej przy zanurzaniu; nikt z załogi nie przeżył katastrofy.